# Isidoro Martínez Martín
Isidoro Martínez Martín ist ein spanischer Sportwissenschaftler und Handballtrainer.

## Leben
Martínez war von 1994 bis 2006 in elf Spielzeiten beim Verein Ademar León als Co-Trainer und Fitnesstrainer aktiv, in der Saison 2011/2012 auch als Cheftrainer der in der ersten spanischen Liga aktiven Mannschaft des Vereins aus León. Im Jahr 2005 trainierte er fünf Monate lang die Männer-Handballnationalmannschaft der Vereinigten Staaten. Von 2008 bis 2019 war er Trainer der Juniorenauswahl der RFEBM. Im April 2022 übernahm er das Amt des Nationaltrainers für die kuwaitische A-Auswahl und die Juniorenauswahl, nach sechs Monaten endete das Engagement dort. Im Februar 2025 wurde Martínez Trainer der saudi-arabischen A-Auswahl und der Junioren des Landes.
Von 1988 bis 1993 studierte er am Instituto Nacional de Educación Física in León, im Jahr 2003 erwarb er dort den Doktor der Sportwissenschaft. Ab 2006 war er Professor an der Escuela Nacional de Entrenadores der RFEBM. Er ist Titularprofessor an der Universität León.
Isidoro Martínez ist Autor einiger Bücher über die Sportgeschichte in León.

## Werke
- La historia del balonmano en León, 2022, ISBN 978-84-18490-47-7
- La historia del fútbol en León, 2023, ISBN 978-84-18490-97-2
- Las Universidades de la Iglesia, ISBN 978-84-16477-52-4